# Sonates pour bois et piano de Saint-Saëns
Camille Saint-Saëns a composé trois sonates pour bois et piano en mai et juin 1921 à Paris, avec le projet inabouti d'écrire une sonate pour tous les instruments à vent. Une sonate pour cor anglais est ainsi envisagée lors du séjour à Alger du compositeur, peu avant sa mort,.
Ce projet est à rapprocher de celui de Claude Debussy des Six sonates pour divers instruments, et annonce dans son esthétique les sonates ultérieures de Poulenc,.
Saint-Saëns, avec cette série de sonates pour bois et piano, désirait « procurer aux instruments peu favorisés sous ce rapport les moyens de se faire entendre ». À cet égard, elles « constituent le testament d'une longue carrière dédiée à la promotion des instruments à vent ».

## Sonate pour hautbois et pianoopus 166
La Sonate pour hautbois et piano, op. 166, en ré majeur, est la première de la série, composée au début du mois d'avril 1921. Elle est dédiée à Louis Bas. De structure classique, elle est en trois mouvements,:
1. Andantino (en ré majeur, à 
) ;
2. Ad libitum puis Allegretto (en si bémol majeur, à 
) ;
3. Molto allegro (à 
).

- Durée d'exécution : treize minutes environ[1] .

## Sonate pour clarinette et pianoopus 167
La Sonate pour clarinette et piano, op. 167, en mi bémol majeur, est composée en second, dans le courant du mois de mai 1921. Dédiée à Auguste Périer, elle est en quatre mouvements, :
1. Allegretto (en mi bémol majeur, à 
) ;
2. Allegro animato (en la bémol majeur, à 
) ;
3. Lento (en mi bémol mineur, à 
) ;
4. Molto allegro (en mi bémol majeur, à 
).

- Durée d'exécution : dix-huit minutes environ[1].

## Sonate pour basson et pianoopus 168
La Sonate pour basson et piano, op. 168, en sol majeur, est composée en dernier, dans la première quinzaine de juin 1921. Dédiée à Léon Letellier, elle est en trois mouvements, :
1. Allegro moderato (à 
) ;
2. Allegro scherzando (en mi mineur, à 
) ;
3. Adagio (à 
) puis Allegro moderato (à 
).

- Durée d'exécution : douze minutes environ[6].

## Discographie
- Camille Saint-Saëns : Chamber Music for Wind Instruments and Piano, Ensemble Villa Musica, MDG 3040395, 1991[7].
- Saint-Saëns : Chamber Music, 2 CD, Nash Ensemble, Hyperion Records 67431/2, 2005[8].
- Camille Saint-Saëns : Musique de chambre avec vents, Les solistes de l'Orchestre de Paris, Indésens Records 010, 2010[9].
- Saint-Saëns : Music for Wind Instruments, Canada's National Arts Centre Wind Quintet et Stéphane Lemelin (piano), Naxos 8.570964, 2010[10].
- Saint-Saëns : Chamber Music, Soloists of the Accademia di Santa Cecilia Rome, Brilliant Classics 95165, 2015[11].